# Seznam nositelů Řádu znovuzrozeného Polska

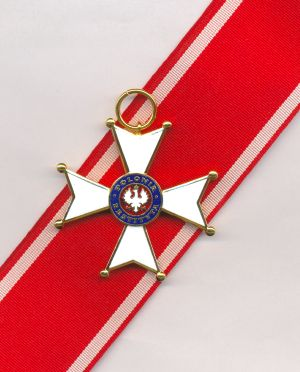
Komandérský kříž.

Seznam nositelů Řádu znovuzrozeného Polska obsahuje nositele všech variant řádů podle jejich profese (aktuálně neúplný). Lidé významní ve více oborech jsou uvedeni duplicitně. Nositelé i obory jsou řazeny abecedně, na konci jsou ostatní nositelé řádu z oborů bez vlastní rubriky.
Řád znovuzrozeného Polska je udělován v pěti třídách:

1. Velkokříž
2. Komandérský kříž s hvězdou
3. Komandérský kříž
4. Důstojnický kříž
5. Rytířský kříž

## Film

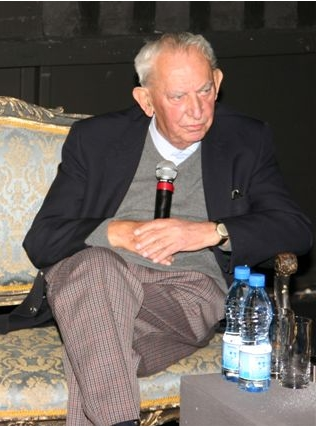
Gustaw Holoubek

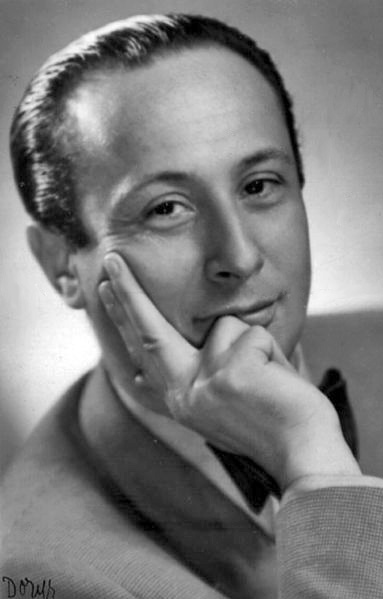
Władysław Szpilman

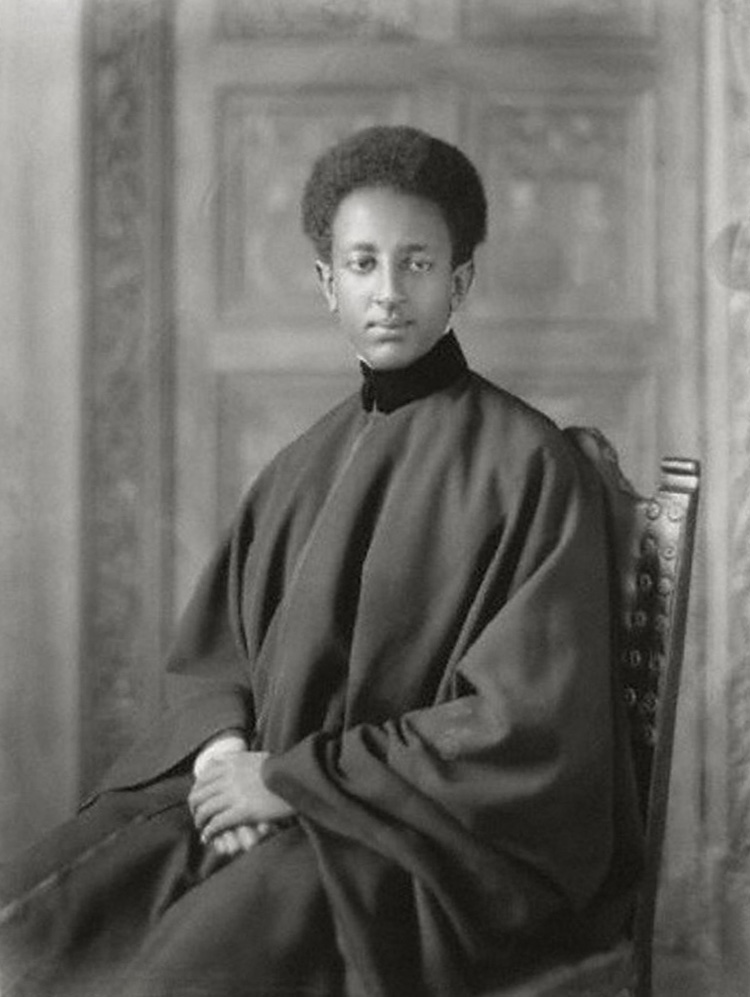
Amha Selassie

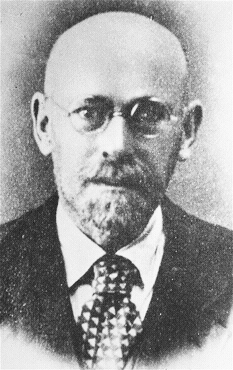
Janusz Korczak

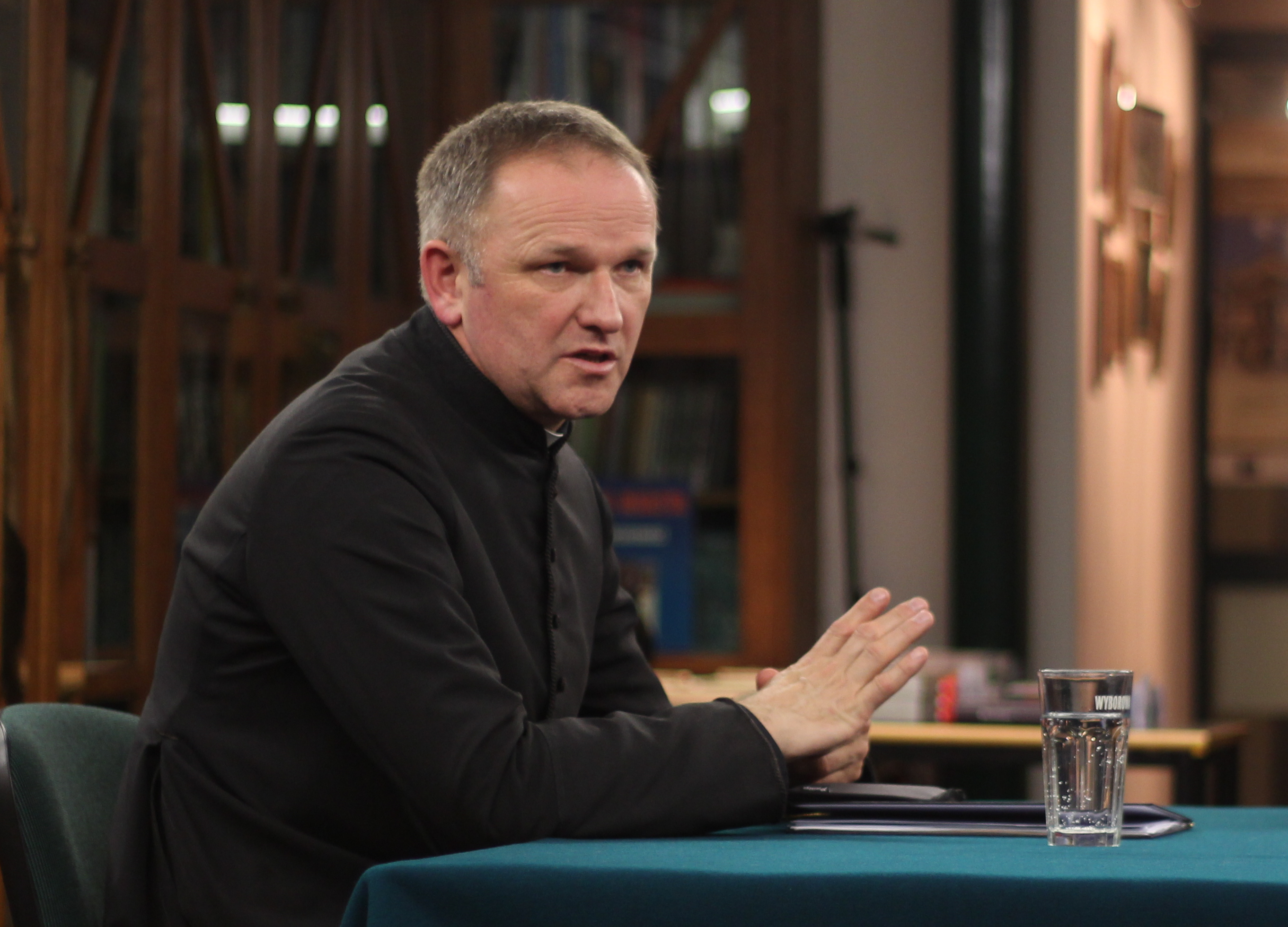
Wojciech Lemański

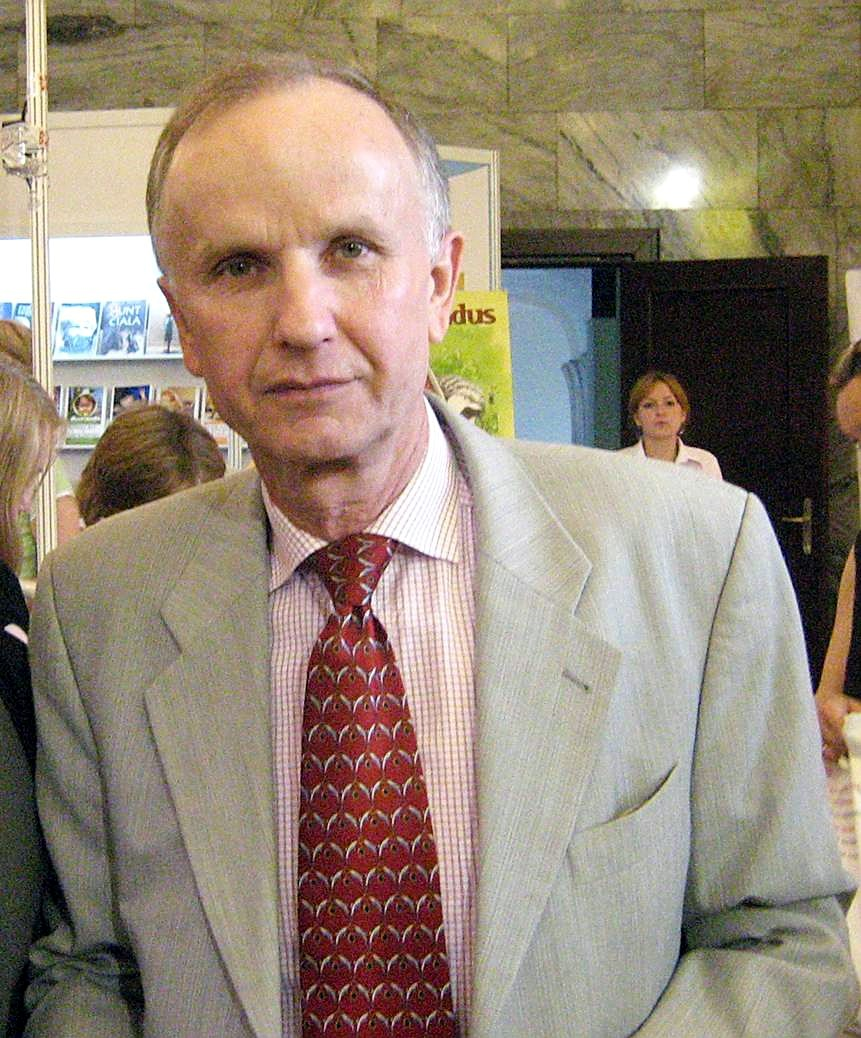
Grzegorz Kołodko

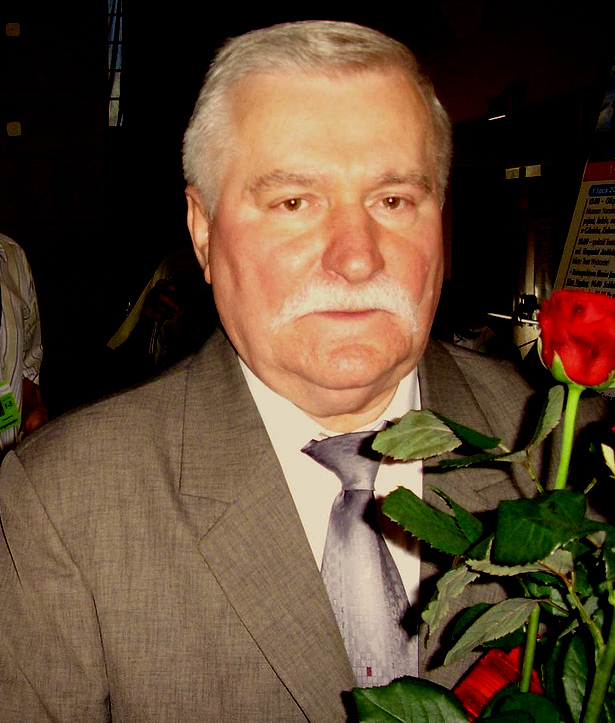
Lech Wałęsa

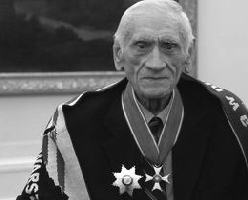
Kazimierz Górski

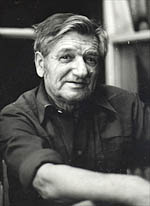
Kazimierz Ostrowski

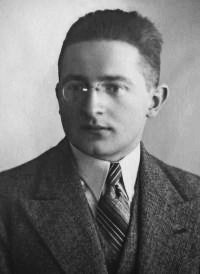
Marian Rejewski

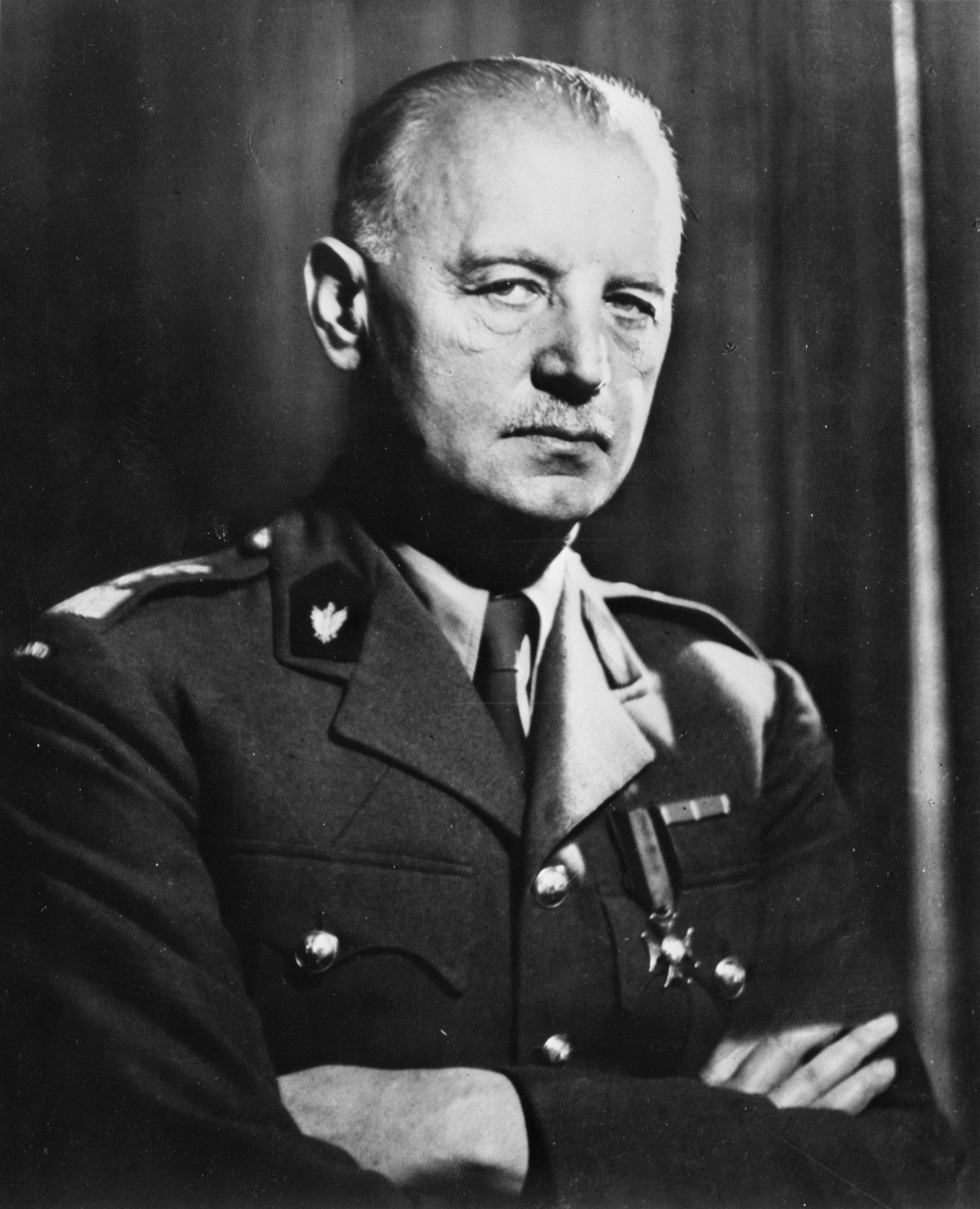
Władysław Sikorski

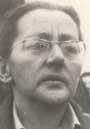
Anna Radziwiłłová

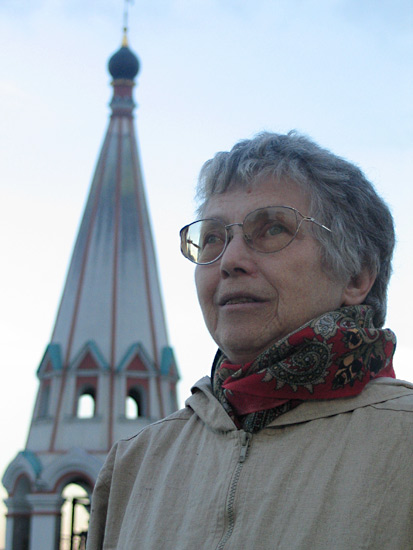
Natalja Gorbaněvská

- Józef Arkusz — polský filmový režisér (důstojnický kříž)
- Gustaw Holoubek — polský herec (rytířský kříž, komandérský kříž s hvězdou, velkokříž)
- Jerzy Stuhr — polský herec
- Lidia Wysocka — polská herečka (důstojnický kříž)
- Stanisław Zaczyk — polský herec
- Krystyna Zachwatowiczová — polská herečka a kostýmní výtvarnice (rytířský kříž)

## Hudba
- Jan Hoffman – polský pianista a pedagog (důstojnický kříž, komandérský kříž s hvězdou)
- Wojciech Karolak – polský hudebník (rytířský kříž)
- Wojciech Kilar – polský skladatel (velkokříž)
- Wladimir Jan Kochanski – polsko-americký pianista
- Zofia Lissa – polská hudební vědkyně (rytířský kříž)[1]
- Tadeusz Nalepa – polský skladatel a kytarista
- Arthur Rubinstein – polsko-americký židovský pianista (rytířský kříž)
- Wladyslaw Szpilman – polský židovský skladatel a kytarista, autor a protagonista knihy Pianista

## Královské rodiny
- Adam Karol Czartoryski — polský princ
- Amha Selassie — poslední císař Etiopie
- Haile Selassie I. — císař Etiopie

## Náboženství
- Adam Boniecki – polský teolog, kněz a novinář
- Andrzeja Górska – polská řádová sestra (komandérský kříž)
- Tadeusz Isakowicz-Zaleski – polský duchovní
- Ignacy Jeż – polský katolický biskup
- Wojciech Lemański – polský duchovní
- Lawrence Wnuk – polský duchovní

## Podnikání a ekonomika
- Henry Hilary Chmielinski — zakladatel časopisu pro polské Američany Polish Daily Courier vydávaného v Bostonu (rytířský kříž)[2]
- Grzegorz Kołodko — ministr financí Polska (komandérský kříž)
- Klemens Stefan Sielecki — inženýr a technický ředitel strojírenské společnosti Fablok (rytířský kříž)
- Edward Szczepanik — polský ekonom a ministerský předseda Polské exilové vlády (rytířský kříž)

## Politici
- Władysław Bartoszewski — ministr zahraničních věcí Polska (komandérský kříž s hvězdou)
- Leonid Brežněv — maršál sovětského svazu a sovětský politik (velkokříž)
- Adam Bromke — státník (velkokříž)
- Andrzej Butkiewicz — politický aktivista a spoluzakladatel Studentského výboru solidarity (rytířský kříž)
- Andrzej Czuma — ministr spravedlnosti Polska
- Dwight D. Eisenhower — prezident Spojených států amerických[3]
- János Esterházy — československý politik maďarské národnosti
- Henryk Józewski — polský politik a umělec
- Viktor Juščenko — ukrajinský ministerský předseda a prezident
- Mariusz Kamiński — polský politik, šéf Ústřední protikorupční kanceláře (komandérský kříž)
- Jan Kułakowski — polský politik, zastupitel v Evropském parlamentu (komandérský kříž s hvězdou)
- John Lesinski, Sr. — americký kongresman
- Léon Noël, francouzský velvyslanec a politik (velkokříž).
- Jan Nowak-Jeziorański — polský odbojář a aktivista, Rádio Svobodná Evropa
- Piotr Nowina-Konopka — polský politik (důstojnický kříž)
- Alvin E. O'Konski — americký kongresman
- Alvin M. Owsley — americký politik
- Adam Piłsudski — polský senátor
- Józef Piłsudski — ministerský předseda Polska, první maršál Polska
- Marek Rocki — polský ekonom a politik (rytířský kříž)
- Jan Rulewski — polský politik, aktivista Solidarity (komandérský kříž)
- Michał Seweryński — ministr vědy a vysokého školství Polska (rytířský kříž)
- Władysław Sikorski — generál, ministerský předseda Polska a Polské exilové vlády
- Mário Soares — ministerský předseda a prezident Portugalska
- Edward Szczepanik — polský ekonom a ministerský předseda Polské exilové vlády (rytířský kříž)
- Josip Broz Tito — maršál Jugoslávie, politik (2x velkokříž)
- Lech Wałęsa — prezident Polska, nositel Nobelovy ceny míru (rytířský kříž)

## Sport
- Leo Beenhakker — holandský fotbalový trenér, trenér Polské fotbalové reprezentace
- Marek Cieślak — polský plochodrážník (rytířský kříž)
- Mariusz Czerkawski — polský lední hokejista
- Kazimierz Górski — polský fotbalový trenér (velkokříž — in memoriam; komandérský kříž s hvězdou; komandérský kříž)
- Wacław Kuźmicki — polský desetibojař (rytířský kříž)
- Waldemar Legien — polský judista (důstojnický kříž)
- Adam Małysz — polský skokan na lyžích (důstojnický kříž a komandérský kříž)
- Agata Mrózová-Olszewska — polská volejbalistka (in memoriam, manžel ocenění nepřijal)
- Katarzyna Rogowiec — polský paralympionik
- Bogdan Wenta — polský házenkář

## Umění
- Olga Boznańska — polská malířka
- Marian Konieczny — polský sochař
- Adam Kossowski — polský malíř
- Karel Lanckoroński – polský spisovatel, archeolog a sběratel umění
- Karolina Lanckorońska — polská historička umění
- Kazimierz Ostrowski — polský malíř (důstojnický kříž)
- Jerzy Zaruba — polský grafický designér (rytířský kříž, důstojnický kříž)

## Věda a inženýrství
- Ryszard Bartel — polský letecký průkopník (rytířský kříž)
- Gerard Ciołek — polský zahradní architekt a historik (rytířský kříž)
- Seweryn Chajtman — polský vědec (důstojnický kříž)
- Jan Chodorowski — polský materiálový inženýr (důstojnický kříž)
- Tadeusz Chyliński — polský letecký konstruktér (rytířský kříž)
- Zbigniew Kabata — polský parazitolog (velkokříž)
- Halina Leszczynska — polská profesorka chemie (důstojnický kříž)
- Stanisław Mrozowski — polsko-americký fyzik
- Jan Nagórski — polský letecký průkopník
- Czeslaw Olech — polský matematik (komandérský kříž)
- Marian Rejewski — polský matematik, lamač šifry Enigma (velkokříž)
- Tadeusz Sendzimir — polsko-americký vynálezce (důstojnický kříž)
- Zdzisław Skupień  — polský matematik (rytířský kříž)
- Czesław Strumiłło — polský profesor (komandérský kříž)
- Antonín Smrček —  profesor v oboru vodních děl, rektor brněnské techniky, politik (komandérský kříž)
- Mirosław Vitali — polský průkopník protetiky
- Kazimierz Żorawski — polský matematik (komandérský kříž)

## Vojenství
- Franciszek Alter — polský generál
- Władysław Anders — důstojník Polských ozbrojených sil na západě (komandérský kříž)
- Tasker H. Bliss — náčelník generálního štábu  Armády Spojených států amerických
- O.L Bodenhamer — velitel Americké legie
- Zygmunt Bohusz-Szyszko — polský generál (důstojnický kříž)
- Władysław Bortnowski — polský generál (komandérský kříž, důstojnický kříž)
- Omar Bradley — americký pětihvězdičkový generál
- Leonid Brežněv — maršál sovětského svazu a sovětský politik (velkokříž)
- Edmund Charaszkiewicz — polský důstojník vojenského zpravodajství
- Antoni Chruściel — velitel polských ozbrojených sil při Varšavském povstání (velkokříž)
- Victor Crutchley — britský admirál
- Stanley George Culliford — novozélandský pilot, Za služby během operace Most III.
- Hieronim Dekutowski — jeden z velitelů organizace Svoboda a nezávislost (velkokříž)
- John Dill — britský polní maršál
- Bolesław Bronisław Duch — polský generál (důstojnický kříž)
- Dwight D. Eisenhower — prezident Spojených států amerických[3]
- Wanda Gertz — polský odbojář
- Józef Haller de Hallenburg — polský generál (komandérský kříž)
- Arthur Harris — maršál Royal Air Force (velkokříž)
- William Holmes — britský generál (komandérský kříž s hvězdou)
- Wilm Hosenfeld — německý důstojník (komandérský kříž)
- Norman Hulbert — britský důstojník
- Ludwik Idzikowski — polský letec a průkopník (důstojnický kříž)
- Karel Janoušek — československý letec (komandérský kříž)
- Wacław Jędrzejewicz — polský voják a diplomat (velkokříž, důstojnický kříž)
- Michał Karaszewicz-Tokarzewski — polský generála odbojář (komandérský kříž, důstojnický kříž)
- Jan Karcz — polský důstojník (důstojnický kříž)
- Deryck William Kingwell — důstojník Royal Australian Air Force
- Adam Koc — polský důstojník (důstojnický kříž)
- Stanisław Kopański — polský generál (velkokříž, důstojnický kříž)
- Franciszek Kornicki — polský bojový pilot (komandérský kříž)
- Józef Kowalski — polský supercentenarián a poslední veterán Polsko-sovětské války
- Władysław Kozaczuk — polský důstojník a historik (rytířský kříž)
- Roman Krzyżelewski — polský admirál (komandérský kříž, důstojnický kříž, rytířský kříž)
- Włodzimierz Kubala — polský plukovník, vojenský právník (komandérský kříž)
- Tadeusz Kutrzeba — polský generál (komandérský kříž, rytířský kříž)
- Trafford Leigh-Mallory — Air Chief Marshal Royal Air Force (komandérský kříž s hvězdou)
- Witold Łokuciewski — polské letecké eso (komandérský kříž, rytířský kříž)
- Douglas MacArthur — americký nejvyšší velitel spojeneckých sil
- Peyton C. March — náčelník generálního štábu Armády Spojených států amerických
- Joseph T. McNarney — americký generál (komandérský kříž s hvězdou)
- Wacław Micuta — účastník Varšavského povstání, diplomat Organizace spojených národů (komandérský kříž s hvězdou)
- Martin Dunbar-Nasmith — britský důstojník
- Adam Nieniewski — polský důstojník (důstojnický kříž)
- Wilhelm Orlik-Rueckemann — polský generál a vojenský průkopník (komandérský kříž)
- Jerzy Pajaczkowski-Dydynski — polský důstojník
- Earle E. Partridge — americký generál
- Hubert Perring — britský důstojník, za služby pro 303. stíhací peruť
- Sławomir Petelicki — polský velitel jednotky GROM (komandérský kříž, důstojnický kříž)
- Witold Pilecki — polský odbojář
- Jadwiga Piłsudska — polská letkyně, dcera Józef Piłsudského
- Józef Piłsudski — ministerský předseda Polska, první maršál Polska
- Alexandr Pokryškin — sovětské letecké eso ve druhé světové válce
- Stanisław Popławski — polský general (velkokříž, komandérský kříž s hvězdou, komandérský kříž)
- Arthur John Power — britský admirál
- Wacław Przeździecki — polský důstojník (komandérský kříž)
- Władysław Raginis — polský důstojník (velkokříž)
- Stefan Rowecki — polský generál (rytířský kříž)
- Edward Rydz-Śmigły — maršál Polska
- Jan Rządkowski — polský generál
- W.A.J. Satchell — za vynikající služby pro polské letectvo během druhé světové války
- Danuta Siedzikówna — polská sestra
- Władysław Sikorski — generál, ministerský předseda Polska a Polské exilové vlády
- Jan Sobczyński — polský malíř a voják
- Stanisław Sosabowski — polský generál
- Włodzimierz Steyer — polský admirál (komandérský kříž, důstojnický kříž)
- Zygmunt Szendzielarz —  velitel 5. vilenské pěší brigády (velkokříž)
- Stefan Sznuk — polský generál (komandérský kříž)
- Antoni Szylling — polský generál
- Arthur Tedder — britský letecký maršál (velkokříž)
- Josip Broz Tito — maršál Jugoslávie, politik (2x velkokříž)
- Władysław Wejtko — polský generál (komandérský kříž)
- Bolesław Wieniawa-Długoszowski — polský generál (komandérský kříž s hvězdou)
- Ryszard Winowski — polský plukovník (komandérský kříž)
- Józef Zając — polský generál
- Mariusz Zaruski — polský generál (velkokříž)
- Georgij Žukov — maršál Sovětského svazu a sovětský politik (komandérský kříž s hvězdou)

## Vzdělání
- Władysław Dworaczek — polský pedagog (rytířský kříž)
- Michael Hewitt-Gleeson australský učenec, (důstojnický kříž)
- Jerzy Kubisz — polský pedagog a občanský aktivista na Těšínském Slezsku (důstojnický kříž)
- Anna Radziwiłłová — polská pedagožka, ministryně národního vzdělávání Polska (komandérský kříž)
- Margaret Schlauchová — polská, původně americká filoložka (důstojnický kříž)

## Ostatní obory
- Joanna Agacka-Indecka — polská právnička (rytířský kříž)
- Fernand Auberjonois — švýcarsko-americký žurnalista
- Olga Drahonowska-Małkowska — zakladatelka skautingu v Polsku
- Jadwiga Falkowska — odbojářka a jedna ze zakladatelek dívčího skautingu
- Stefan Franczak — jezuitský řeholník, zahradník proslulý pěstěním plaménků (komandérský kříž)[4]
- Natalja Gorbaněvská — ruská aktivistka protestující na Rudém náměstí v Moskvě proti srpnové invazi vojsk Varšavské smlouvy do Československa (komandérský kříž – in memoriam)[5]
- Lucjan Kydryński — polský televizní hlasatel
- Marie Mattingly Meloney — americká novinářka, která sehnala milion dolarů na nákup radia pro laboratoř Marie Curie-Skłodowské
- Ryszard Siwiec — odpůrce srpnové invaze vojsk Varšavské smlouvy do Československa, který se na protest 8. září toho roku upálil (komandérský kříž – in memoriam)
- Ludwika Wawrzyńska — hrdinná zachránkyně několika dětí v požáru, na jehož následky po několika dnech sama zahynula (komandérský kříž)
- Simon Wiesenthal — rakouský židovský aktivista, který vyhledával uprchlé nacistické válečné zločince a pachatele holocaustu